# São Tomé og Príncipe ved sommer-OL 2016
São Tomé og Príncipe deltog ved Sommer-OL 2016 i Rio de Janeiro som blev arrangeret i perioden 5. august til 21. august 2016.

## Medaljer
| 2016 Rio de Janeiro  | Guld | Sølv | Bronze | Total |
| São Tomé og Príncipe | 0    | 0    | 0      | 0     |